# Vattenfall Cyclassics 2007
Vattenfall Cyclassics 2007 var den 12. udgave af endagscykelløbet Vattenfall Cyclassics, som blev arrangeret den 19. august 2007 i Hamborg-området, Tyskland. 
I modsætning til de øvrige år, hvor et udbrud normalt havde kørt hjem, så 2007-udgaven af løbet ud til at skulle afgjøres i en massespurt indtil Alessandro Ballan fra Lampre-Fondital satte et angreb ind på den sidste kilometer, og lige akkurat lykkedes i at holde sprinterne bag sig. Den italienske klassikerspecialist tog dermed sin anden sejr i sæsonen, efter førstepladsen i Flandern rundt tidligere på sæsonen.
Astana stilte nok en gang ikke til start, efter at holdet bestemte sig for at tage en pause i august efter dopingskandalerne i Tour de France.

## Hamborg-Hamborg, 229,1 km
19-08-2007
|    | Rytter            | Hold                  | Tid     |
| -- | ----------------- | --------------------- | ------- |
| 1  | Alessandro Ballan | Lampre-Fondital       | 5:21.05 |
| 2  | Oscar Freire      | Rabobank              | s.t.    |
| 3  | Gerald Ciolek     | T-Mobile              | s.t.    |
| 4  | Danilo Napolitano | Lampre-Fondital       | s.t.    |
| 5  | Erik Zabel        | Milram                | s.t.    |
| 6  | Davide Rebellin   | Gerolsteiner          | s.t.    |
| 7  | Paolo Bettini     | Quick Step-Innergetic | s.t.    |
| 8  | Greg Van Avermaet | Predictor-Lotto       | s.t.    |
| 9  | Peter Wrolich     | Gerolsteiner          | s.t.    |
| 10 | Olaf Pollack      | Team Wiesenhof-Felt   | s.t.    |